# ニジネアンガルスク

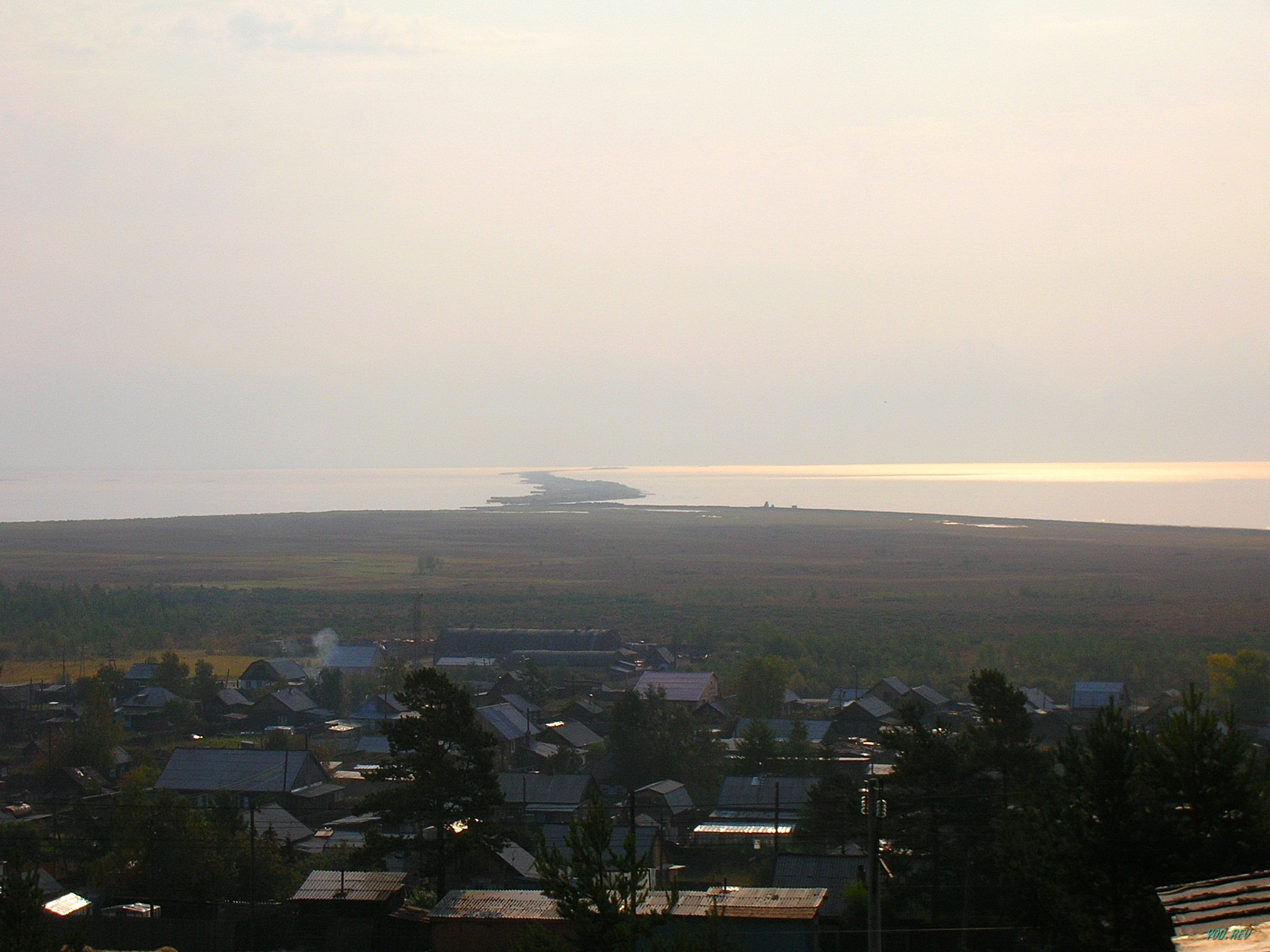
バイカル湖に面したニジネアンガルスクの町

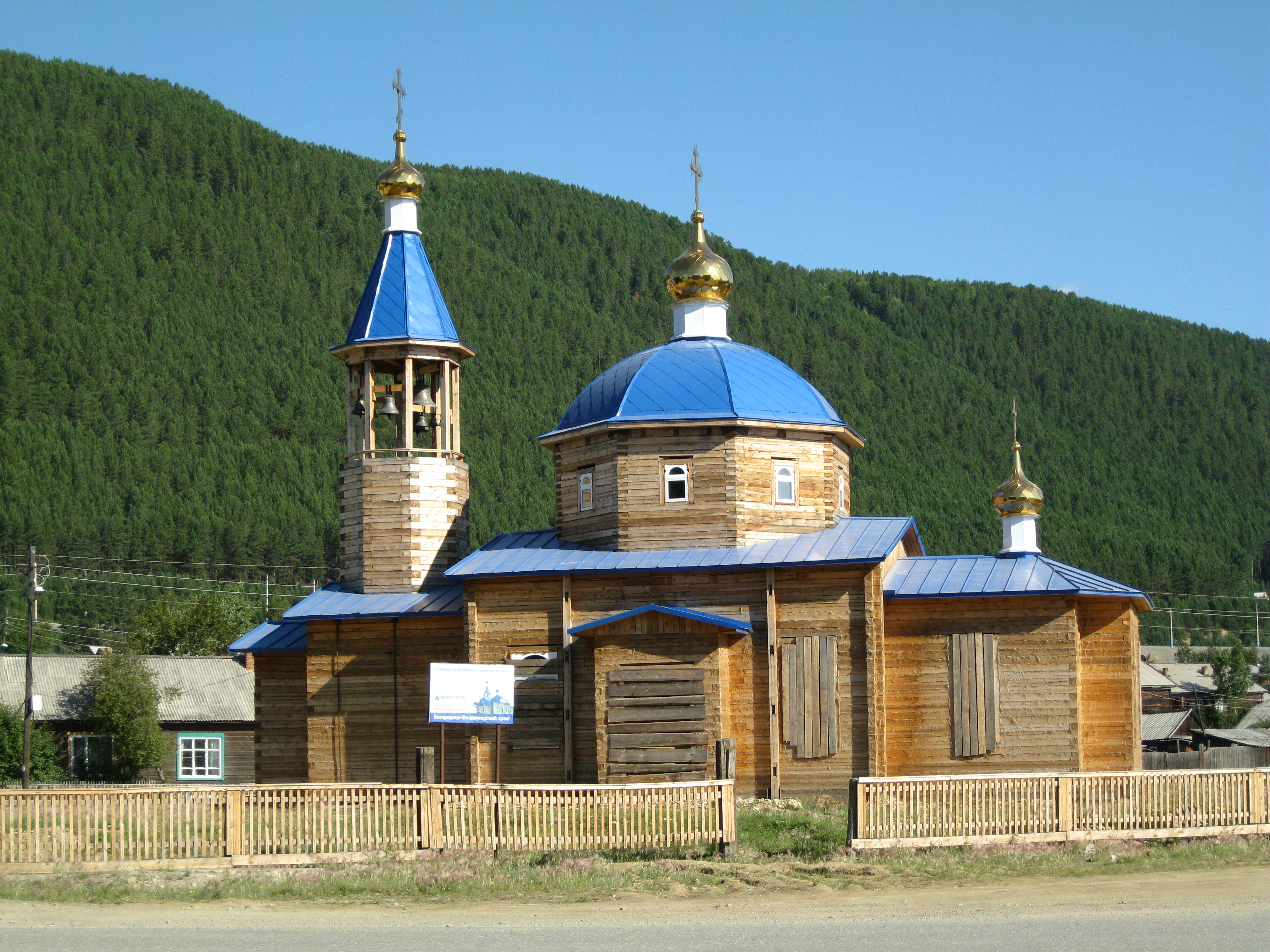
ニジネアンガルスクのウラジーミルの生神女寺院

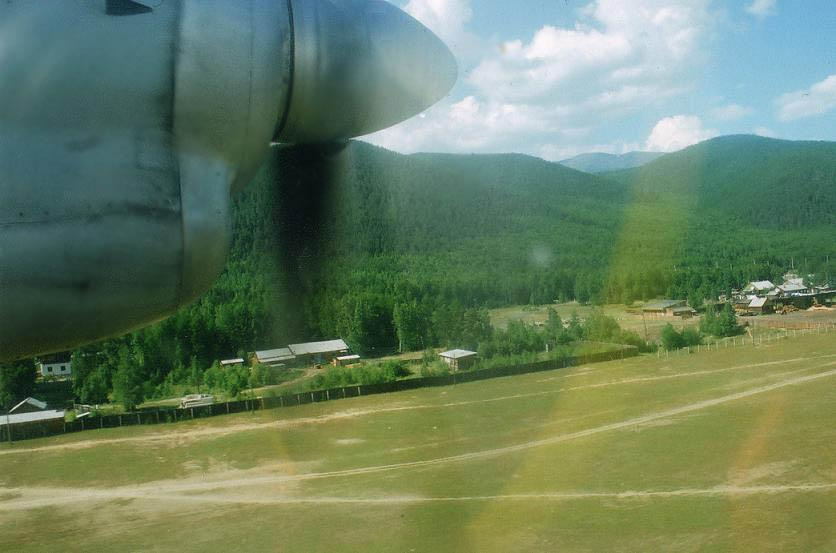
ニジネアンガルスク空港

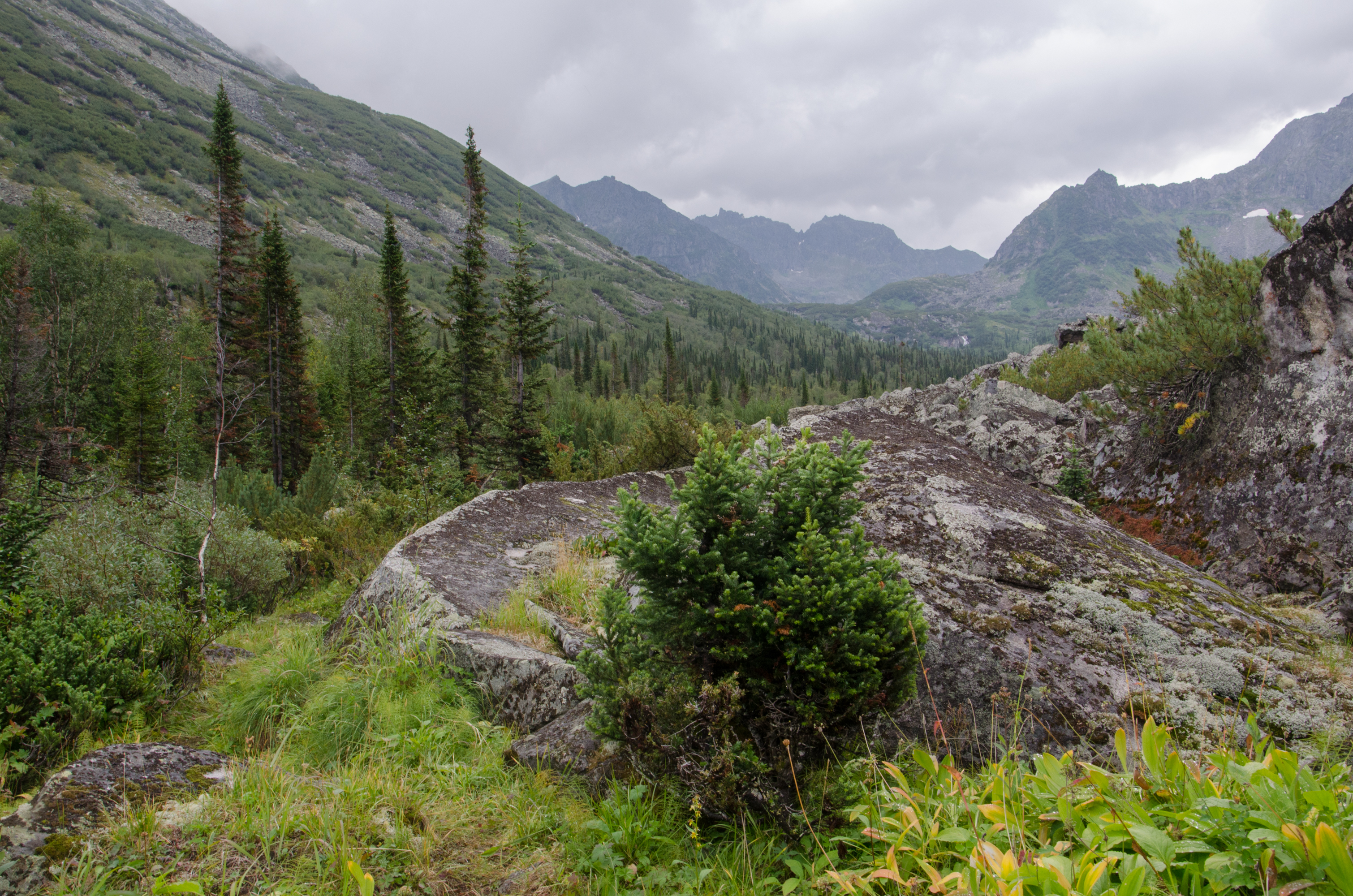
バイカル湖東岸のバルグジン自然保護区への拠点でもある

ニジネアンガルスク（ロシア語: Нижнеанга́рск、ブリヤート語: Доодо Ангар）は、ロシア連邦ブリヤート共和国のセヴェロバイカルスク地区の行政中心地。セヴェロバイカリスクの北23キロメートルにあり、バイカル湖の北端に位置する。2010年の国勢調査の時点で、人口は5,030人であった。

## 歴史
1643年にロシアの探検家のセミョン・スコロホドによって設立され、1646年にヴァシリー・コレスニクによって砦が建設されたあと、当初はヴェルフネアンガルスク（Верхнеанга́рск）と呼ばれていた。バイカル・アムール鉄道の西端部分の本部として考えられていたが、湿地のために大きな建物を建てることが困難であったため、本部は南のセヴェロバイカリスクになった。

## 行政および地方自治体の状況
行政区画の枠組みの中で、ニジネアンガルスクはセヴェロバイカリスク地区の行政の中心地として機能している。行政部門として、ニジュネアンガルスクの都市型集落（居住地域）は、一つの農村地域（ダフシャの集落）とともに、ニジネアンガルスク都市型集落（地区）となっている。市区町村として、ニジネアンガルスク都市型集落は、セヴェロバイカリスク市区にニジュネアンガルスク都市集落として法人化されている。

## 交通
ニジネアンガルスクにはニジネアンガルスク空港があり、ウランウデとイルクーツクへの便があるが、ブラル航空が運航を停止したため、冬期は便がない。この町には、ニジネアンガルスクを東へセヴェロバイカリスク、タイシェトと、日本海沿岸のソビエツカヤ・ガバニを結ぶバイカル・アムール鉄道がある。「列車076Э」はこの町とモスクワを接続し、2日ごとに運行している。

## 人口
過去10年間で、ニジネアンガルスクの人口はかなり減少した。その推移は5,019人（2011年）、4,963人（2012年）、4,885人（2013年）、4,822人（2014年）、4,781人（2015年）、4,710人（2016年）、4,520人（2017年）である。